# Falciano del Massico
Falciano del Massico község (comune) Olaszország Campania régiójában, Caserta megyében.

## Fekvése
A megye nyugati részén fekszik, Nápolytól 45 km-re északnyugatra valamint Caserta városától 35 km-re északnyugati irányban. Határai: Carinola, Mondragone és Sessa Aurunca.

## Története
A település első említése a 16. századból származik. Valószínűleg a kora középkorban alapították, bár egyes régészek szerint alapítása a rómaiak idejére nyúlik vissza. A következő századokban nemesi birtok volt. A 19. század elején, amikor a Nápolyi Királyságban felszámolták a feudalizmust, Carinola része lett. 1964-ben vált önálló községgé.

## Népessége
A népesség számának alakulása:

## Főbb látnivalói
- San Pietro Apostolo-templom
- San Martino-templom
- San Rocco-templom